# Rezerwat przyrody Včelár
Rezerwat przyrody Včelár (słow. Národná prírodná rezervácia Včelár) – rezerwat przyrody u południowo-wschodnich podnóży pasma górskiego Trybecz w Karpatach Zachodnich na Słowacji. Powierzchnia 8,76 ha.

## Położenie
Rezerwat obejmuje fragment południowo-wschodnich stoków góry Včelár (503 m n.p.m.), opadających ku dolinie Žitavy. Leży ok. 3 km na północ od wsi Obyce, w granicach katastralnych tejże wsi, w powiecie Zlaté Moravce, w kraju nitrzańskim. Leży w granicach rewiru nr 81a nadleśnictwa Topoľčianky.

## Charakterystyka
Teren objęty rezerwatem przedstawia fragment stromego, suchego stoku z licznymi wystającymi z podłoża skałkami andezytowymi, porośniętego roślinnością o charakterze lasostepu. Występuje w niej szereg zespołów roślin ciepło- i sucholubnych, którym towarzyszy wiele rzadkich gatunków zwierząt, wyspecjalizowanych do życia w tych zespołach.
Na skałkach występują różne rodzaje porostów (m.in. Parmelia, Cladonia), mszaków oraz inicjalne stadia różnych sucholubnych zespołów roślinnych. Dominującym gatunkiem lasu jest dąbrowa z pojedynczymi okazami dębu burgundzkiego osiągającymi wiek 200 lat.
Z gatunków typowych dla ciepłych, suchych muraw i słonecznych zarośli występują tu m.in. oman szorstki, przytulia sina, ostnica Stipa stenophylla, ostnica powabna, sałata trwała oraz Cleistogenes serotina – rzadki, południowoeuropejski gatunek z rodziny wiechlinowatych.

## Historia
Rezerwat został utworzony rozporządzeniem Ministerstwa Kultury SRS nr 6910/1983-32 z dnia 31 października 1983 r. z ważnością od 1 stycznia 1984 r. W rezerwacie obowiązuje 5. (najwyższy) stopień ochrony.

## Cel powołania
Ochrona zachowanych sucho- i ciepłolubnych zespołów roślinnych i zwierzęcych na terenie skalistego lasostepu w celach naukowo-badawczych i kulturalno-wychowawczych.